# Problepsis hemicyclata
Problepsis hemicyclata är en fjärilsart som beskrevs av W. Warren 1897. Problepsis hemicyclata ingår i släktet Problepsis och familjen mätare. Inga underarter finns listade i Catalogue of Life.